# Rosa Deulofeu i González
Rosa Deulofeu y González (Barcelona, 29 de abril de 1959 - Barcelona, 5 de enero de 2004) fue una divulgadora católica española. Se dedicó a la formación de monitores y directores del ocio y participó varias entidades.

## Biografía
Nació en una familia cristiana dedicada al comercio textil. Participó en las actividades de la parroquia de Santo Justo y Pastor y en el centro de esparcimiento de la parroquia de Sant Jaime del casco antiguo de Barcelona. Estudió en las escuelas Pérez Iborra del Ensanche y se diplomó en Administración y Relaciones Públicas. Cursó estudios básicos de Biblia y teología a la Facultad de Teología de Cataluña.
Participó en el grupo de mujeres laicas Clara Eulàlia, el Movimiento de Centros de Esparcimiento Cristianos (MCEC) y la Fundación Pere Tarrés. Fue delegada de juventud de la arquebisbat de Barcelona desde que la nombró Ricard Maria Carles el 1991. Creó la Escuela de Plegaria de Jóvenes en la Catedral y la Acción Católica General del Movimiento de Jóvenes Cristianos. Dinamizó jornadas de encuentros cristianos, organizando el Encuentro del Espíritu, la de la comunidad de Taizé del 28 de diciembre de 2000 al 1 de enero de 2001 en Barcelona y el encuentro con Juan Pablo II del 3 al 5 de mayo de 2003 en Madrid. Participó como madre conciliar en el Concilio Provincial Tarraconense. También colaboró en el programa Mar de Claror de Radio Estrella y en Radio Hospitalet.
Le diagnosticaron un cáncer de pulmón, que le provocó la muerte el 2004.

## Reconocimientos
Algunos amigos constituyeron la asociación Amigos de Rosa Deulofeu el 19 de abril de 2012.
El 20 de septiembre de 2014 el alcalde de Barcelona Xavier Trias inauguró unos jardines con su nombre, en los jardines de la manzana Bayer.
El 2009 el cardenal Lluís Martínez Sistach anunció la introducción de la causa de canonización de Rosa Deulofeu y el 2013 la Conferencia Episcopal Tarraconense dio su visto bueno a la incoación de la causa. El 13 de julio de 2015 se llevó a cabo la sesión de apertura diocesana de la causa de beatificación de la sierva de Dios en el aula Magna del Seminario Conciliar de Barcelona.